# Georg Schätzlein
Georg Schätzlein (* 7. September 1887 in Detmold; † 1. März 1938 in Mülheim an der Ruhr) war ein deutscher Unternehmer.

## Leben und Wirken
Aus Ostwestfalen stammend kam der Kaufmann Georg Schätzlein aus familiären Gründen nach Mülheim an der Ruhr, wo er zusammen mit seiner Frau im Jahre 1922 die gleichnamige  Firma und spätere Supermarktkette „Schätzlein“ gründete. Laut Eintrag im Handelsregister war der ursprüngliche Zweck des Unternehmens der „Handel mit Seifen, Ölen, Fetten, Bürstenwaren und allen einschlägigen Gegenständen, welche in einem Seifen- und Bürstenwarengeschäft geführt zu werden pflegen“. Das Gründerpaar führte das Unternehmen sieben Jahre lang, bis es 1929 vom Neusser Familienkonzern Werhahn übernommen wurde. Die Firma, die zu diesem Zeitpunkt bereits 51 Filialen im Ruhrgebiet und am Niederrhein umfasste, wurde dann von den neuen Besitzern zu einer Lebensmittelkette ausgebaut. 1987 übernahm die co op AG die weiter expandierende Kette, die nach deren Zusammenbruch noch bis in die 1990er Jahre hinein unter dem Namen des Gründers firmierte. 1995 erfolgte der Verkauf der verbliebenen 142 Standorte – davon 106 im Rhein-Ruhr-Gebiet – an und in der Folge die sukzessive Umflaggung auf Kaiser’s Tengelmann. Zahlreiche vormalige Schätzlein-Filialen mussten jedoch in der Folge geschlossen werden.